# Kawasaki ZX-R
La ZX-R o ZX o ZX-R Ninja, sono modelli di motocicletta proposto dalla casa motociclistica giapponese Kawasaki, quali modelli di punta tra le supersportive.
Queste moto possono essere scambiate con le Kawasaki Ninja, ma che in realtà sono solo modelli stradali e non stradali sportivi, infatti hanno soluzioni tecniche non esasperate.

## 150
Rappresenta il modello di cilindrata minore dell'intera categoria, l'unico con motore a due tempi, il nome completo è "Ninja KRR ZX", venduto esclusivamente per il mercato asiatico.
Nel 2002 la moto venne aggiornata con l'introduzione della valvola allo scarico "SuperKIPS" e del sistema "HSAS" (High Performance Secondary Air System).

## 250
Prodotta dal 1989 al 1997.
Da non confondere con la Ninja 250, che la sostituisce.
Questa cilindrata (250 quadricilindrico) viene riproposta nel 2020.

## 400
Prodotta dal 1989 al 1999.

## 600
Prodotta dal 1990 fino al 1995

## 750
Prodotta dal 1989 al 1995.

## 900
Prodotta dal 1994 al 2003.

## 1000
Prodotta dal 1988 al 1990.

## 1100
Nel mercato Europeo è presente con il nome ZZX ed è stata prodotta dal 1990 al 2001.

## 1200
Prodotta dal 2002 al 2005

## 1400
La moto in Europa ha il nome ZZR ed è stata prodotta a partire dal 2006 in sostituzione della Kawasaki ZX 12 R e della Kawasaki ZZR 1200

## Caratteristiche tecniche
| Caratteristiche tecniche - Kawasaki ZX 150 | Caratteristiche tecniche - Kawasaki ZX 150                                                                                   | Caratteristiche tecniche - Kawasaki ZX 150                                                                                   | Caratteristiche tecniche - Kawasaki ZX 150 | Caratteristiche tecniche - Kawasaki ZX 150 | Caratteristiche tecniche - Kawasaki ZX 150 |
| Dimensioni e pesi                          | Dimensioni e pesi | Dimensioni e pesi | Dimensioni e pesi | Dimensioni e pesi | Dimensioni e pesi |
| ------------------------------------------ | --- | --- | --- | --- | --- |
| Ingombri (lungh.×largh.×alt.)              | 1965 × 725 × 1075 mm | 1965 × 725 × 1075 mm | 1965 × 725 × 1075 mm | 1965 × 725 × 1075 mm | 1965 × 725 × 1075 mm |
| Altezze                                    | Sella: 780 mm - Minima da terra: 131 mm                                                                                      | Sella: 780 mm - Minima da terra: 131 mm                                                                                      | Sella: 780 mm - Minima da terra: 131 mm | Sella: 780 mm - Minima da terra: 131 mm | Sella: 780 mm - Minima da terra: 131 mm |
| Interasse: 1300 mm                         | Interasse: 1300 mm | Massa a vuoto: 124,5 kg | Massa a vuoto: 124,5 kg | Serbatoio: 11,5 l | Serbatoio: 11,5 l |
| Meccanica                                  | | | | | |
| Tipo motore: Monocilindrico a 2 tempi      | Tipo motore: Monocilindrico a 2 tempi                                                                                        | Tipo motore: Monocilindrico a 2 tempi                                                                                        | Tipo motore: Monocilindrico a 2 tempi | Raffreddamento: a liquido | Raffreddamento: a liquido |
| Cilindrata                                 | 148 cm³ (Alesaggio 59,0 × Corsa 54,4 mm)                                                                                     | 148 cm³ (Alesaggio 59,0 × Corsa 54,4 mm)                                                                                     | 148 cm³ (Alesaggio 59,0 × Corsa 54,4 mm) | 148 cm³ (Alesaggio 59,0 × Corsa 54,4 mm) | 148 cm³ (Alesaggio 59,0 × Corsa 54,4 mm) |
| Distribuzione: Valvola lamellare           | Distribuzione: Valvola lamellare                                                                                             | Distribuzione: Valvola lamellare                                                                                             | Alimentazione: carburatore Mikuni VM28 | Alimentazione: carburatore Mikuni VM28 | Alimentazione: carburatore Mikuni VM28 |
| Potenza: 22.1 kW {30 CV} a 10,500 rpm      | Potenza: 22.1 kW {30 CV} a 10,500 rpm                                                                                        | Coppia: 21.6 N∙m a 9.000 rpm                                                                                                 | Coppia: 21.6 N∙m a 9.000 rpm | Rapporto di compressione: 7,3:1 (a luci chiuse) | Rapporto di compressione: 7,3:1 (a luci chiuse) |
| Frizione: multidisco in bagno d’olio       | Frizione: multidisco in bagno d’olio                                                                                         | Frizione: multidisco in bagno d’olio                                                                                         | Cambio: sequenziale a 6 marce (sempre in presa) 1° 10/27 (2,700) 2° 17/29 (1,706) 3° 20/26 (1,300) 4° 22/24 (1,090) 5° 21/20 (0,952) 6° 22/19 (0,863) | Cambio: sequenziale a 6 marce (sempre in presa) 1° 10/27 (2,700) 2° 17/29 (1,706) 3° 20/26 (1,300) 4° 22/24 (1,090) 5° 21/20 (0,952) 6° 22/19 (0,863) | Cambio: sequenziale a 6 marce (sempre in presa) 1° 10/27 (2,700) 2° 17/29 (1,706) 3° 20/26 (1,300) 4° 22/24 (1,090) 5° 21/20 (0,952) 6° 22/19 (0,863) |
| Accensione                                 | elettronica DC-CDI | elettronica DC-CDI | elettronica DC-CDI | elettronica DC-CDI | elettronica DC-CDI |
| Trasmissione                               | primaria a ingranaggi: secondaria a catena 14/39 (2.785)                                                                     | primaria a ingranaggi: secondaria a catena 14/39 (2.785)                                                                     | primaria a ingranaggi: secondaria a catena 14/39 (2.785)                                                                                              | primaria a ingranaggi: secondaria a catena 14/39 (2.785)                                                                                              | primaria a ingranaggi: secondaria a catena 14/39 (2.785)                                                                                              |
| Avviamento                                 | a pedale | a pedale | a pedale | a pedale | a pedale |
| Ciclistica                                 | | | | | |
| Telaio                                     | tubolare a doppio trave | tubolare a doppio trave | tubolare a doppio trave | tubolare a doppio trave | tubolare a doppio trave |
| Sospensioni                                | Anteriore: Forcella telescopica / Posteriore: monocross                                                                      | Anteriore: Forcella telescopica / Posteriore: monocross                                                                      | Anteriore: Forcella telescopica / Posteriore: monocross                                                                                               | Anteriore: Forcella telescopica / Posteriore: monocross                                                                                               | Anteriore: Forcella telescopica / Posteriore: monocross                                                                                               |
| Freni                                      | Anteriore: disco singolo, con pinza flottante a due pistoncini / Posteriore: disco singolo, con pinza fissa a due pistoncini | Anteriore: disco singolo, con pinza flottante a due pistoncini / Posteriore: disco singolo, con pinza fissa a due pistoncini | Anteriore: disco singolo, con pinza flottante a due pistoncini / Posteriore: disco singolo, con pinza fissa a due pistoncini                          | Anteriore: disco singolo, con pinza flottante a due pistoncini / Posteriore: disco singolo, con pinza fissa a due pistoncini                          | Anteriore: disco singolo, con pinza flottante a due pistoncini / Posteriore: disco singolo, con pinza fissa a due pistoncini                          |
| Pneumatici                                 | anteriore da 90/90 17; posteriore da 110/80 17                                                                               | anteriore da 90/90 17; posteriore da 110/80 17                                                                               | anteriore da 90/90 17; posteriore da 110/80 17 | anteriore da 90/90 17; posteriore da 110/80 17 | anteriore da 90/90 17; posteriore da 110/80 17 |
| Fonte dei dati:                            | | | | | |

| Caratteristiche tecniche - Kawasaki ZX 250 R  | Caratteristiche tecniche - Kawasaki ZX 250 R         | Caratteristiche tecniche - Kawasaki ZX 250 R         | Caratteristiche tecniche - Kawasaki ZX 250 R         | Caratteristiche tecniche - Kawasaki ZX 250 R         | Caratteristiche tecniche - Kawasaki ZX 250 R         |
| Dimensioni e pesi                             | Dimensioni e pesi                                    | Dimensioni e pesi                                    | Dimensioni e pesi                                    | Dimensioni e pesi                                    | Dimensioni e pesi                                    |
| --------------------------------------------- | ---------------------------------------------------- | ---------------------------------------------------- | ---------------------------------------------------- | ---------------------------------------------------- | ---------------------------------------------------- |
| Interasse:                                    | Interasse:                                           | Massa a vuoto: 144 kg                                | Massa a vuoto: 144 kg                                | Serbatoio: 15 l                                      | Serbatoio: 15 l                                      |
| Meccanica                                     |                                                      |                                                      |                                                      |                                                      |                                                      |
| Tipo motore: Quadricilindrico a 4 tempi       | Tipo motore: Quadricilindrico a 4 tempi              | Tipo motore: Quadricilindrico a 4 tempi              | Tipo motore: Quadricilindrico a 4 tempi              | Raffreddamento: a liquido                            | Raffreddamento: a liquido                            |
| Cilindrata                                    | 398 cm³ (Alesaggio 57,0 × Corsa 39,0 mm)             | 398 cm³ (Alesaggio 57,0 × Corsa 39,0 mm)             | 398 cm³ (Alesaggio 57,0 × Corsa 39,0 mm)             | 398 cm³ (Alesaggio 57,0 × Corsa 39,0 mm)             | 398 cm³ (Alesaggio 57,0 × Corsa 39,0 mm)             |
| Distribuzione: DOHC 16 valvole                | Distribuzione: DOHC 16 valvole                       | Distribuzione: DOHC 16 valvole                       | Alimentazione: 4 carburatori Keihin CVK-D32          | Alimentazione: 4 carburatori Keihin CVK-D32          | Alimentazione: 4 carburatori Keihin CVK-D32          |
| Potenza: 32,8 kW {40 CV} a 15.000 rpm         | Potenza: 32,8 kW {40 CV} a 15.000 rpm                | Coppia: 24,5 Nm a 11.500 rpm                         | Coppia: 24,5 Nm a 11.500 rpm                         | Rapporto di compressione: 12,2:1                     | Rapporto di compressione: 12,2:1                     |
| Frizione: multidisco in bagno d’olio, manuale | Frizione: multidisco in bagno d’olio, manuale        | Frizione: multidisco in bagno d’olio, manuale        | Cambio: sequenziale a 6 marce (sempre in presa)      | Cambio: sequenziale a 6 marce (sempre in presa)      | Cambio: sequenziale a 6 marce (sempre in presa)      |
| Accensione                                    | elettronica                                          | elettronica                                          | elettronica                                          | elettronica                                          | elettronica                                          |
| Trasmissione                                  | primaria a ingranaggi: secondaria a catena sigillata | primaria a ingranaggi: secondaria a catena sigillata | primaria a ingranaggi: secondaria a catena sigillata | primaria a ingranaggi: secondaria a catena sigillata | primaria a ingranaggi: secondaria a catena sigillata |
| Avviamento                                    | elettrico                                            | elettrico                                            | elettrico                                            | elettrico                                            | elettrico                                            |
| Ciclistica                                    |                                                      |                                                      |                                                      |                                                      |                                                      |
| Telaio                                        | tubolare                                             | tubolare                                             | tubolare                                             | tubolare                                             | tubolare                                             |
| Sospensioni                                   | Anteriore: Forcella / Posteriore: monocross uni-trak | Anteriore: Forcella / Posteriore: monocross uni-trak | Anteriore: Forcella / Posteriore: monocross uni-trak | Anteriore: Forcella / Posteriore: monocross uni-trak | Anteriore: Forcella / Posteriore: monocross uni-trak |
| Freni                                         | Anteriore: doppio disco / Posteriore: disco singolo  | Anteriore: doppio disco / Posteriore: disco singolo  | Anteriore: doppio disco / Posteriore: disco singolo  | Anteriore: doppio disco / Posteriore: disco singolo  | Anteriore: doppio disco / Posteriore: disco singolo  |
| Pneumatici                                    | anteriore da 110/70 17; posteriore da 140/60 18      | anteriore da 110/70 17; posteriore da 140/60 18      | anteriore da 110/70 17; posteriore da 140/60 18      | anteriore da 110/70 17; posteriore da 140/60 18      | anteriore da 110/70 17; posteriore da 140/60 18      |
| Fonte dei dati:                               |                                                      |                                                      |                                                      |                                                      |                                                      |

| Caratteristiche tecniche - Kawasaki ZX 10 '88 | Caratteristiche tecniche - Kawasaki ZX 10 '88                           | Caratteristiche tecniche - Kawasaki ZX 10 '88                           | Caratteristiche tecniche - Kawasaki ZX 10 '88                           | Caratteristiche tecniche - Kawasaki ZX 10 '88                           | Caratteristiche tecniche - Kawasaki ZX 10 '88                           |
| Dimensioni e pesi                             | Dimensioni e pesi                                                       | Dimensioni e pesi                                                       | Dimensioni e pesi                                                       | Dimensioni e pesi                                                       | Dimensioni e pesi                                                       |
| --------------------------------------------- | ----------------------------------------------------------------------- | ----------------------------------------------------------------------- | ----------------------------------------------------------------------- | ----------------------------------------------------------------------- | ----------------------------------------------------------------------- |
| Interasse:                                    | Interasse:                                                              | Massa a vuoto: 222 kg                                                   | Massa a vuoto: 222 kg                                                   | Serbatoio: 22 l                                                         | Serbatoio: 22 l                                                         |
| Meccanica                                     |                                                                         |                                                                         |                                                                         |                                                                         |                                                                         |
| Tipo motore: Quadricilindrico a 4 tempi       | Tipo motore: Quadricilindrico a 4 tempi                                 | Tipo motore: Quadricilindrico a 4 tempi                                 | Tipo motore: Quadricilindrico a 4 tempi                                 | Raffreddamento: a liquido                                               | Raffreddamento: a liquido                                               |
| Cilindrata                                    | 997 cm³ (Alesaggio 74 × Corsa 58 mm)                                    | 997 cm³ (Alesaggio 74 × Corsa 58 mm)                                    | 997 cm³ (Alesaggio 74 × Corsa 58 mm)                                    | 997 cm³ (Alesaggio 74 × Corsa 58 mm)                                    | 997 cm³ (Alesaggio 74 × Corsa 58 mm)                                    |
| Distribuzione: DOHC 16 valvole                | Distribuzione: DOHC 16 valvole                                          | Distribuzione: DOHC 16 valvole                                          | Alimentazione: 4 carburatori Keihin CVK-D36                             | Alimentazione: 4 carburatori Keihin CVK-D36                             | Alimentazione: 4 carburatori Keihin CVK-D36                             |
| Potenza: 99,9 kW {137 CV} a 10.000 rpm        | Potenza: 99,9 kW {137 CV} a 10.000 rpm                                  | Coppia: 103 Nm a 9.000 rpm                                              | Coppia: 103 Nm a 9.000 rpm                                              | Rapporto di compressione: 11:1                                          | Rapporto di compressione: 11:1                                          |
| Frizione: multidisco in bagno d’olio, manuale | Frizione: multidisco in bagno d’olio, manuale                           | Frizione: multidisco in bagno d’olio, manuale                           | Cambio: sequenziale a 6 marce (sempre in presa)                         | Cambio: sequenziale a 6 marce (sempre in presa)                         | Cambio: sequenziale a 6 marce (sempre in presa)                         |
| Accensione                                    | elettronica                                                             | elettronica                                                             | elettronica                                                             | elettronica                                                             | elettronica                                                             |
| Trasmissione                                  | primaria a ingranaggi: secondaria a catena sigillata                    | primaria a ingranaggi: secondaria a catena sigillata                    | primaria a ingranaggi: secondaria a catena sigillata                    | primaria a ingranaggi: secondaria a catena sigillata                    | primaria a ingranaggi: secondaria a catena sigillata                    |
| Avviamento                                    | elettrico                                                               | elettrico                                                               | elettrico                                                               | elettrico                                                               | elettrico                                                               |
| Ciclistica                                    |                                                                         |                                                                         |                                                                         |                                                                         |                                                                         |
| Telaio                                        | tubolare                                                                | tubolare                                                                | tubolare                                                                | tubolare                                                                | tubolare                                                                |
| Sospensioni                                   | Anteriore: Forcella / Posteriore: monocross uni-trak                    | Anteriore: Forcella / Posteriore: monocross uni-trak                    | Anteriore: Forcella / Posteriore: monocross uni-trak                    | Anteriore: Forcella / Posteriore: monocross uni-trak                    | Anteriore: Forcella / Posteriore: monocross uni-trak                    |
| Freni                                         | Anteriore: doppio disco da 300 mm / Posteriore: disco singolo da 250 mm | Anteriore: doppio disco da 300 mm / Posteriore: disco singolo da 250 mm | Anteriore: doppio disco da 300 mm / Posteriore: disco singolo da 250 mm | Anteriore: doppio disco da 300 mm / Posteriore: disco singolo da 250 mm | Anteriore: doppio disco da 300 mm / Posteriore: disco singolo da 250 mm |
| Pneumatici                                    | anteriore da 120/70 17; posteriore da 160/60 18                         | anteriore da 120/70 17; posteriore da 160/60 18                         | anteriore da 120/70 17; posteriore da 160/60 18                         | anteriore da 120/70 17; posteriore da 160/60 18                         | anteriore da 120/70 17; posteriore da 160/60 18                         |
| Fonte dei dati:                               |                                                                         |                                                                         |                                                                         |                                                                         |                                                                         |